# 志麻いづみ
志麻 いづみ（しま いづみ、1953年12月3日 - 、本名：石田 恵子（いしだけいこ）、は、日本の女優。東京都出身。旧芸名は白川 望美、白川 恵美。

## 人物
1974年（昭和49年）ミッション系女子大に在学中に日本舞踊・花柳流の名取りになる。1974年、小野恵子の芸名で女優デビュー。以後、芸名を白川 望美、白川 恵美と改名。なお、デビュー時の芸名「小野恵子」は既に同姓同名の女優が存在しており、程なく改名したと思われる。その為「小野恵子」名義での出演作は不明である。
1977年、日活撮影所近くのゴルフ練習所で日活スタッフにスカウトされ日活専属となり、志麻いづみに改名。日活ロマンポルノの女優として、日本舞踊の心得を生かした和装姿の役や落ち着いた容姿を生かした人妻役、団鬼六原作作品を中心にロマンポルノ後半期の10年に活躍した。特に団鬼六ものに関しては、三代目SMの女王と呼ばれた高倉美貴と同じく四代目と呼ばれた真咲乱をつなぐ時期に何本かの主演をつとめた。豊満な女優が用いられ続けてきたこの分野では緊縛姿も痛々しいほど細身の志麻の起用は異例であり、また並行して撮られた松川ナミ主演作品など、サディスト役での助演もほぼ交互にこなすというS＆M両役往還の出演歴を残した。
現在は引退して建設会社の社長夫人になっている。

## 出演作品

### 映画
- 帰って来た女必殺拳（1975年）
- 春琴抄（1976年）＊白川望美名義
- 時には娼婦のように（1978年） - 「隅田川」の狂女
- 仕掛人梅安（1981年） - お弓
- 泪橋（1983年） - 朱美
- ビッグマグナム 黒岩先生（1985年） - 島田幸子

日活ロマンポルノ出演作品
- 東京チャタレー夫人（1977年） - 加納美緒
- 肉体の門（1977年） - ジープの美乃
- 四畳半 猥褻な情事（1978年） - 貴子
- 教師 女鹿（1978年） - 浅野姫子
- 団地妻 二人だけの夜（1978年） - 鳥海まり子
- 若妻が濡れるとき（1978年） - 若林涼子
- ひと夏の関係（1978年） - 木乃宮冴子
- 泉大八の犯しっこ（1978年） - 草間カオリ
- 透明人間 犯せ!（1978年） - 中村桃子
- 川上宗薫・原作 白いふくらみ（1979年） - 美子
- 肉の標的 奪う!!（1979年） - 遠山直子
- 色情三姉妹 ひざくずし（1979年） - 川田みず江
- 団鬼六 花嫁人形（1979年） - 曽根崎典子
- 東京エロス千夜一夜（1979年） - 進堂あけみ/荒木みどり
- むちむちネオン街 私たべごろ（1979年） - 「シャガール」のママ
- 宇能鴻一郎の濡れて悶える（1980年） - 小佐根高子
- 宇能鴻一郎のホテルメイド日記（1980年） - 朝子
- 背徳夫人の欲望（1980年） - 好乃
- 山の手夫人 性愛の日々（1980年） - 新宮亜津子

- 単身赴任 新妻の秘密（1980年） - 山岸悦子
- 団鬼六 縄炎夫人（1980年） - 芸者・小菊
- セックスドック 淫らな治療（1980年） - 桃谷カオル
- 見せたがる女（1981年） - 吉田輝代
- もっと激しくもっとつよく（1981年） - 蒔枝圭子
- 未亡人の寝室（1981年） - 礼子
- ひと夏の体験 青い珊瑚礁（1981年） - 別荘の女
- 団鬼六 女美容師縄飼育（1981年） - 沙貴
- 奴隷契約書（1982年） - 三上頼子
- 団鬼六 黒髪縄夫人（1982年）
- ワイセツ家族 母と娘（1982年） - 有村晶子
- 団鬼六　蒼いおんな（1982年） - 大河内沙織
- 縄と乳房（1983年） - 川村妙子（妻）
- 団鬼六 蛇の穴（1983年）
- 団鬼六監修 SM大全集（1984年） - 淫縄の貴婦人
- 団鬼六 美教師地獄責め（1985年） - 岡崎冴子
- 団鬼六 蛇と鞭（1986年） - 野沢亜紀子
- いけにえ天使（1988年） - 浅野加奈子

### テレビドラマ
- 秘密戦隊ゴレンジャー（1975年 - 1977年） - 008/林友子　＊白川恵美名義
- 太陽にほえろ! 第160話「証言」（1975年、NTV / 東宝） - 北岡直子
- 徳川三国志 第4話「若君の危機」（1975年） - 千鶴
- 非情のライセンス 第2シリーズ 第116話「狂宴」（1977年） - 児島正子
- 大都会シリーズ（NTV / 石原プロ）
  - 大都会 闘いの日々 第21話「スクープ」（1976年）
  - 大都会 PARTII（1977年-1978年） - 佐川道子
  - 大都会 PARTIII（1978年-1979年） - みっちゃん
- ザ・スーパーガール（1979年）
- 必殺シリーズ（ABC / 松竹）
  - 必殺仕事人 第8話「主水をあやつるバチの音は誰か?」（1979年） - おさよ
  - 新・必殺仕事人 第46話「主水火の用心する」（1982年） - お紋
- 熱中時代 刑事編 第26話「ハッピーだぜ! 熱中刑事」（1979年） - 友田智子
- ミラクルガール 第16話「怪奇・美女惨殺の館」（1980年)
- 悪党狩り 第15話「大奥（秘）殺人」（1981年、12ch） - 藤尾の方
- 斬り捨て御免! 第2シリーズ 第12話「女はかない哀れ花」（1981年） - おけい
- 鬼平犯科帳 (萬屋錦之介) （ANB）
  - 第2シリーズ 第8話「俄か雨」（1981年6月2日） - おきぬ
  - 第3シリーズ 第16話「深川・千鳥橋」（1982年8月10日） - お元
- 吉宗評判記 暴れん坊将軍 第166話「鈴に誓った前髪剣法」（1981年6月27日、ANB）
- 闇を斬れ 第14話「妻恋い逃亡・男でない男」（1981年、KTV） - 美沙
- 西部警察 第90話「天使の身代金」（1981年、ANB） - 田沢久美
- 銭形平次 第788話「藤娘の謎」（1981年、CX） - 駒太夫
- 火曜サスペンス劇場（NTV）
  - 「女の中にいる他人」（1981年11月3日）
  - 「影なき殺意」（1982年6月22日）
- 地獄の左門十手無頼帖（1982年、CX） - おしん 役
- 化粧台の美女 江戸川乱歩の「蜘蛛男」（1982年） - マキ
- ザ・ハングマンシリーズ（ABC / 松竹）
  - ザ・ハングマンII 第17話「クイズ!? 電気ショックの恐怖」（1982年） - 高瀬栄美子
  - ザ・ハングマン4 第17話「浮気ドライブに追突事故が演出される!」（1985年） - マサ子
- 大江戸捜査網 第578話「毒花一輪 獲物を狙う赤い唇」（1983年、テレビ東京 / 三船プロ） - およう
- 眠狂四郎 円月殺法 第18話「夕陽の群盗多殺剣 -土山の巻-」（1983年） - お仙
- 連続テレビ小説「おしん」第236話（1983年、NHK）
- ザ・サスペンス「霧の神話 新妻に隠された危険な秘密」（1983年2月12日、TBS）
- 土曜ワイド劇場（ANB）
  - 「森村誠一の人間解体 花嫁の首」（1985年1月12日）
  - 「京都大原殺人事件」（1985年5月4日）
- 青い沼の女（1986年）

### 雑誌
- 1977年08月09日号「週刊プレイボーイ（集英社）」
- 1977年08月29号「平凡パンチ（平凡出版）」
- 1977年9月8日号「GORO（小学館）」
- 1977年11月号「平凡パンチ増刊号（平凡出版）」
- 1978年01月10日号「週刊プレイボーイ（集英社）」
- 1978年07月11日号「週刊プレイボーイ（集英社）」
- 1979年09月11日号「週刊プレイボーイ（集英社）」
- 1980年01月14号「平凡パンチ（平凡出版）」
- 1980年09月09日号「週刊プレイボーイ（集英社）」
- 1981年11月03日号「週刊プレイボーイ（集英社）」
- 1981年12月号「DXプレイボーイ（集英社）」
- 1982年11月01号「平凡パンチ（平凡出版）」
- 1982年11月09日号「週刊プレイボーイ（集英社）」